# Estnische Badmintonmeisterschaft 1985
Die Estnische Badmintonmeisterschaft 1985 fand im April 1985 in Tartu statt. Es war die 21. Austragung der Titelkämpfe.

## Medaillengewinner
| Disziplin    | Gold                                        | Silber                                  | Bronze                         |
| ------------ | ------------------------------------------- | --------------------------------------- | ------------------------------ |
| Herreneinzel | Kalle Kaljurand, Tartu                      | Andres Ojamaa, Tartu                    | Peeter Sepma, Tallinn          |
| Dameneinzel  | Mare Reinberg, Tartu                        | Terje Lall, Tartu                       | Anneli Lambing, Tartu          |
| Herrendoppel | Kalle Kaljurand Ivar Kask, Tartu            | Peeter Sepma Argo Aru, Tallinn          | Ain Matvere Andres Kask, Tartu |
| Damendoppel  | Anneli Lambing Terje Lall, Tartu            | Marju Velga Laila Põdra, Tallinn        | Mare Reinberg Anu Eek, Tartu   |
| Mixed        | Peeter Sepma Mare Reinberg, Tallinn / Tartu | Kalle Kaljurand Marina Kaljurand, Tartu | Ain Matvere Terje Lall, Tartu  |